# Diego Lainez
Diego Lainez Leyva (* 9. června 2000) je mexický profesionální fotbalista, který od roku 2019 hraje za španělský celek Real Betis.

## Klubová kariéra
Lainez je odchovancem mexického Club América, za který si prvně zahrál v sezóně 2016/17, debutoval ve svých 16 letech, a to pod trenérem Ricardem La Volpem.
V lednu 2019 se přestěhoval do španělského týmu Real Betis, který za něho zaplatil 14 milionů eur. Lainez se Betisu upsal do roku 2024. Během únorového zápasu se Stade Rennais v rámci Evropské ligy gólem v 90. minutě srovnal na 3:3.

## Úspěchy
Club América
- Mexická nejvyšší liga – Liga MX
  - 1. místo (2018)